# Liste de peintures d'Edgar Degas
Cette page fournit une liste de peintures d'Edgar Degas (1834-1917).

## Années de formation
| Image | Genre          | Titre                                                                   | Date                             | Technique                                     | Dimensions          | Lieu de conservation                             | Référence                                          |
| ----- | -------------- | ----------------------------------------------------------------------- | -------------------------------- | --------------------------------------------- | ------------------- | ------------------------------------------------ | -------------------------------------------------- |
|       | Portrait       | Degas à la redingote noire                                              | 1854-1855                        | huile sur toile                               | 41 × 34 cm          | Buffalo AKG Art Museum, New York                 | Musée consulté le 7 février 2023                   |
|       | Portrait       | Degas au porte fusain                                                   | 1855                             | huile sur papier marouflé sur toiletoile      | 81 × 65 cm          | Musée d'Orsay, Paris                             | Musée consulté le 7 février 2023                   |
|       | Portrait       | René de Gas                                                             | 1855                             | huile sur toile                               | 39 × 32 cm          | National Gallery of Art, Washington              | Musée consulté le 30 Juillet 2022                  |
|       | Portrait       | René de Gas à L'encrier                                                 | 1855                             | huile sur toile                               | 92 × 75 cm          | Smith College Museum of Art, Northampton         | Musée consulté le 30 Juillet 2022                  |
|       | Portrait       | Autoportrait                                                            | 1855-1856                        | huile sur papier marouflé sur toile           | 41 × 34 cm          | Metropolitan Museum, New York                    | Musée consulté le 13 Novembre 2022                 |
|       | Portrait       | Autoportrait avec un col blanc                                          | 1857                             | huile sur papier marouflé sur toile           | 20 × 15 cm          | National Gallery of Art, Washington              | Musée consulté le 3 Février 2023                   |
|       | Portrait       | Vieille Femme italienne                                                 | 1857                             | huile sur toile                               | 75 × 61 cm          | Metropolitan Museum, New York                    | Musée consulté le 13 Novembre 2022                 |
|       | Portrait       | Jeune Femme avec ibis                                                   | 1857-1858 Retouché en 60-62      | huile sur toile                               | 100 × 75 cm         | Metropolitan Museum, New York                    | Musée consulté le 4 Novembre 2022                  |
|       | Portrait       | Autoportrait                                                            | 1857-1858                        | huile sur papier marouflé sur toile           | 26 × 19 cm          | Clark Art Institute, Williamstown                | Musée consulté le 8 février 2023                   |
|       | Portrait       | Achille De Gas en uniforme de cadet                                     | 1856-1857                        | huile sur toile                               | 64 × 46 cm          | National Gallery of Art, Washington              | Musée consulté le 30 Juillet 2022                  |
|       | Portrait       | Hilaire-René de Gas                                                     | 1857                             | huile sur toile                               | 53 × 41 cm          | Musée d'Orsay, Paris                             | Musée consulté le 12 Juillet 2022                  |
|       | Portrait       | Autoportrait                                                            | 1857-1858                        | huile sur papier marouflé sur toile           | 21 × 16 cm          | Getty Museum, Los Angeles                        | Musée consulté le 8 aout 2022                      |
|       | Scène de genre | Mémoire de Velázquez                                                    | 1858 vers                        | huile sur toile                               | 31 × 25 cm          | Neue Pinakothek, Munich                          | Musée consulté le 3 août 2022                      |
|       | Portrait       | Giullia Bellelli                                                        | 1858                             | Huile sur papier marouflé sur toile           |                     | Dumbarton Oaks, Washington, D.C.                 | [réf. nécessaire]                                  |
|       | Portrait       | Marguerite de Gas                                                       | 1858-1860                        | huile sur toile                               | 80 × 54 cm          | Musée d'Orsay, Paris                             | Musée consulté le 12 Juillet 2022                  |
|       | Portrait       | La Famille Bellelli                                                     | 1858-1867                        | huile sur toile                               | 200 × 250 cm        | Paris, musée d'Orsay                             | Musée consulté le 30 Juillet 2022                  |
|       | Histoire       | Petites filles spartiates (Étude)                                       | 1860                             | huile sur toile marouflé sur bois             | 50 × 32 cm          | Collection privée, vente 2018                    | Catalogue Christie's consulté le 9 février 2023    |
|       | Histoire       | Jeunes Filles spartiates provoquant les garçons                         | 1855-1865                        | huile sur toile                               | 98 × 140 cm         | Art Institute of Chicago                         | Musée consulté le 3 aout 2022                      |
|       | Histoire       | Etude pour Jeunes Filles spartiates provoquant les garçons              | 1860-1861                        | huile sur papier                              | 21 × 28 cm          | Fogg Art Museum, Cambridge                       | Musée consulté le 6 aout 2022                      |
|       | Histoire       | Jeunes Spartiates à l'entraînement                                      | 1860 vers                        | huile sur toile                               | 109 × 155 cm        | National Gallery, Londres                        | Musée consulté le 4 février 2023                   |
|       | Portrait       | Portrait de Gustave Moreau                                              | 1860 vers                        | huile sur toile                               | 40 × 27 cm          | Musée Gustave-Moreau, Paris                      | Musée consulté le 24 juillet 2025                  |
|       | Scène de genre | Promenade en bord de mer                                                | 1860 vers                        | huile sur toile                               | 22 × 32 cm          | National Gallery, Londres                        | Musée consulté le 4 février 2023                   |
|       | Portrait       | La Savoisienne                                                          | 1860 vers                        | huile sur toile                               | 63 × 46 cm          | Rhode Island School of Design Museum, Providence | Musée consulté le 16 avril 2024                    |
|       | Scène de genre | Aux courses, le départ                                                  | 1860-1862                        | huile sur toile                               | 33 × 47 cm          | Fogg Art Museum, Cambridge                       | Musée consulté le 6 Août 2022                      |
|       | Portrait       | Portrait de M. Ruelle                                                   | 1861                             | huile sur toile                               | 46 × 38 cm          | Musée des Beaux-Arts de Lyon                     | Dossier Musée                                      |
|       | Histoire       | Sémiramis construisant Babylone                                         | 1861                             | huile sur toile                               | 151 × 258 cm        | Musée d'Orsay, Paris                             | Musée consulté le 11 Juillet 2022                  |
|       | Histoire       | Alexandre et Bucéphale                                                  | 1861-1862                        | huile sur toile                               | 115 × 89 cm         | National Gallery of Art, Washington              | Musée consulté le 30 Juillet 2022                  |
|       | Portrait       | Jeune Fille en noir                                                     | 1861-1865                        | huile sur vélin                               | 15 × 13 cm          | National Gallery of Art, Washington              | Musée consulté le 4 février 2023                   |
|       | Scène de genre | Course de gentlemen, avant le départ                                    | 1862                             | huile sur toile                               | 48,5 × 61,5 cm      | Musée d'Orsay, Paris                             | Musée consulté le 11 Juillet 2022                  |
|       | Portrait       | Thérèse de Gas, sœur de l’artiste                                       | 1863                             | huile sur toile                               | 89 × 67 cm          | Musée d'Orsay, Paris                             | Musée consulté le 30 Juillet 2022                  |
|       | Portrait       | Autoportrait ou Degas saluant                                           | 1863 vers                        | huile sur toile                               | 92 × 66 cm          | Fondation Calouste-Gulbenkian, Lisbonne          | Musée consulté le 4 aout 2022                      |
|       | Histoire       | Scène de guerre au Moyen Âge                                            | 1865 vers                        | huile sur papier marouflé sur toile           | 83 × 148 cm         | Musée d'Orsay, Paris                             | Muséeconsulté le 11 Juillet 2022                   |
|       | Portrait       | Monsieur et Madame Edmondo Morbilli                                     | 1865                             | huile sur toile                               | 116 × 88 cm         | Musée des Beaux-Arts (Boston)                    | Muséeconsulté le 12 Juillet 2022                   |
|       | Portrait       | Edmondo et Thérèse Morbilli                                             | 1865                             | huile sur toile                               | 117 × 90 cm         | National Gallery of Art, Washington              | Muséeconsulté le 3 Février 2023                    |
|       | Portrait       | Portrait de femme en gris                                               | 1865 vers                        | huile sur toile                               | 91 × 72 cm          | Metropolitan Museum, New York                    | Muséeconsulté le 13 Novembre 2022                  |
|       | Portrait       | Degas et Évariste de Valernes                                           | 1865 vers                        | huile sur toile                               | 116 × 89 cm         | Musée d'Orsay, Paris                             | Musée consulté le 12 Juillet 2022                  |
|       | Portrait       | Une femme assise à côté d'un vase de fleurs (Madame Paul Valpinçon ?    | 1865                             | huile sur toile                               | 74 × 93 cm          | Metropolitan Museum of Art, New York             | Musée consulté le 11 Juillet 2022                  |
|       | Portrait       | Princesse Pauline Metternich                                            | 1865 vers                        | huile sur toile                               | 41 × 29 cm          | National Gallery, Londres                        | Musée consulté le 4 février 2023                   |
|       | Portrait       | Le Collectionneur d'estampes                                            | 1866                             | huile sur toile                               | 53 × 40 cm          | Metropolitan Museum of Art, New York             | Musée consulté le 5 décembre 2022                  |
|       | Scène de genre | Balade du matin                                                         | 1866 vers                        | huile sur toile                               | 85 × 65 cm          | Detroit Institute of Arts                        | Musée consulté le 15 octobre 2022                  |
|       | Portrait       | Fille en rouge                                                          | 1866 vers                        | huile sur toile                               | 99 × 81 cm          | National Gallery of Art, Washington              | Musée consulté le 3 Février 2022                   |
|       | Scène de genre | Scène du Steeple-chase : Le Jockey tombé                                | 1866 retravaillé en 1880 et 1897 | huile sur toile                               | 180 × 152 cm        | National Gallery of Art, Washington              | Musée consulté le 3 Février 2022                   |
|       | Scène de genre | Le Défilé                                                               | 1866-1868                        | huile sur papier marouflé sur toile           | 46 × 61 cm          | Musée d'Orsay, Paris                             | Musée consulté le 11 Juillet 2022                  |
|       | Scène de genre | Jeune fille à demi dévêtue (Jeune femme à sa toilette)                  | 1866-1868                        | huile sur papier marouflé sur toile           | 47 × 30 cm          | Kunstmuseum (Bâle)                               | Musée consulté le 10 février 2023                  |
|       | Nu             | Mlle Fiocre dans le ballet La Source                                    | 1866-1868                        | huile sur toile                               | 81 × 64 cm          | Galerie d'art Albright-Knox, Buffalo             | Musée consulté le 2 août 2022                      |
|       | Portrait       | Portrait de Mme Lisle et Mme Loubens                                    | 1866-1870                        | huile sur toile                               | 84 × 97 cm          | Art Institute of Chicago                         | Musée consulté le 2 août 2022                      |
|       | Portrait       | James-Jacques-Joseph Tissot (1836–1902)                                 | 1867-1868                        | huile sur toile                               | 151 × 112 cm        | Metropolitan Museum of Art, New York             | Musée consulté le 11 Juillet 2022                  |
|       | Portrait       | Portrait de jeune femme                                                 | 1867                             | huile sur toile                               | 27 × 22 cm          | Musée d'Orsay, Paris                             | Musée consulté le 11 Juillet 2022                  |
|       | Portrait       | Mademoiselle Marie Dihau (1843–1935)                                    | 1867-1868                        | huile sur toile                               | 22 × 27 cm          | New York, Metropolitan Museum of Art             | Musée consulté le 11 Juillet 2022                  |
|       | Portrait       | Portrait de Mlle Fiocre dans le ballet « La Source »                    | 1867-1868                        | huile sur toile                               | 131 × 145 cm        | New York, Brooklyn Museum                        | Musée consulté le 11 Juillet 2022                  |
|       | Scène de genre | Intérieur (Le Viol)                                                     | 1868-1869                        | huile sur toile                               | 81 × 116 cm         | Philadelphia Museum of Art                       | Musée consulté le 12 Juillet 2022                  |
|       | Scène de genre | Monsieur et Madame Édouard Manet                                        | 1868-1869                        | huile sur toile                               | 65 × 71 cm          | Musée municipal d'Art de Kitakyūshū              | Grands Classiques                                  |
|       | Portrait       | Joseph-Henri Altès (1826–1895)                                          | 1868                             | huile sur toile                               | 25 × 20 cm          | New York, Metropolitan Museum of Art             | Musée consulté le 11 Juillet 2022                  |
|       | Portrait       | ÉVariste de Valernes                                                    | 1868                             | huile sur toile                               | 59 × 46 cm          | Musée d'Orsay, Paris                             | Musée consulté le 7 février 2023                   |
|       | Portrait       | Louis-Marie Pilet (1815-1877), violoncelliste de l'orchestre de l'Opéra | 1868-1869                        | huile sur toile                               | 50,5 × 61 cm        | Musée d'Orsay, Paris                             | Musée consulté le 11 Juillet 2022                  |
|       | Scène de genre | Aux courses à la campagne                                               | 1869                             | huile sur toile                               | 36 × 56 cm          | Musée des Beaux-Arts de Boston                   | Musée consulté le 3 aout 2022                      |
|       | Scène de genre | Femme regardant à travers des jumelles                                  | 1869 vers                        | huile sur papier marouflé sur toile           | 32 × 18 cm          | Collection Burrell, Glasgow                      | Musée consulté le 9 février 2023                   |
|       | Portrait       | Madame Théodore Gobillard (Yves Morisot, 1838–1893)                     | 1869                             | huile sur toile                               | 55 × 65 cm          | Metropolitan Museum, New York                    | Musée consulté le 13 Novembre 2022                 |
|       | Scène de genre | Intérieur avec deux personnages                                         | 1869 vers                        | huile sur toile                               | 59 × 73 cm          | Musée de l'Ermitage, Saint-Petersbourg           | Catalogue                                          |
|       | Portrait       | La Repasseuse                                                           | 1869                             | pastel                                        | 74 × 61 cm          | Musée d'Orsay, Paris                             | Musée consulté le 11 Juillet 2022                  |
|       | Paysage        | Falaise au bord de la mer                                               | 1869                             | pastel                                        | 32,4 × 46,9 cm      | Musée d'Orsay, Paris                             | Musée consulté le 11 Juillet 2022                  |
|       | Paysage        | Marine                                                                  | 1869                             | pastel                                        | 31,4 × 46,9 cm      | Musée d'Orsay, Paris                             | Musée consulté le 11 Juillet 2022                  |
|       | Scène de genre | Scène de plage                                                          | 1869                             | huile sur papier marouflé sur toile           | 47 × 83 cm          | National Gallery, Londres                        | Musée consulté le 4 février 2023                   |
|       | Portrait       | La Repasseuse                                                           | 1869 vers                        | huile sur toile                               | 92 × 73 cm          | Munich, Neue Pinakothek                          | Musée consulté le 3 aout 2022                      |
|       | Portrait       | Madame Camus au piano                                                   | 1869                             | huile sur toile                               | 139 × 94 cm         | Fondation et Collection Emil G. Bührle, Zurich   | Musée consulté le 8 Février 2023                   |
|       | Portrait       | Madame Camus                                                            | 1869-1870                        | huile sur toile                               | 73 × 92 cm          | National Gallery of Art, Washington              | Musée consulté le 3 Février 2023                   |
|       | Scène de genre | Au Café Châteaudun                                                      | 1869-1871                        | crayon et huile sur papier marouflé sur toile | 24 × 19 cm          | National Gallery, Londres                        | Musée consulté le 4 Février 2023                   |
|       | Portrait       | Mademoiselle Dihau au piano                                             | 1869-1872                        | huile sur toile                               | 40 × 32 cm          | Musée d'Orsay, Paris                             | Musée consulté le 11 Juillet 2022                  |
|       | Scène de genre | Le Faux Départ                                                          | 1869-1872                        | huile sur panneau                             | 32 × 40 cm          | Yale University Art Gallery , New Haven          | Musée consulté le 8 février 2023                   |
|       | Portrait       | Musiciens à l'orchestre, Portrait de Désiré Dihau                       | 1870 vers                        | huile sur toile                               | 49 × 60 cm          | musée des beaux-arts de San Francisco            | Musée consulté le 11 Juillet 2022                  |
|       | Scène de genre | L'Orchestre de l'Opéra                                                  | 1870 vers                        | huile sur toile                               | 56 × 46 cm          | Musée d'Orsay, Paris                             | Musée consulté le 11 Juillet 2022                  |
|       | Scène de genre | La Bouderie                                                             | 1870 vers                        | huile sur toile                               | 32 × 46 cm          | Metropolitan Museum, New York                    | Musée consulté le 9 février 2023                   |
|       | Scène de genre | La Classe de danse                                                      | 1870 vers                        | huile sur bois                                | 20 × 27 cm          | Metropolitan Museum, New York                    | Musée consulté le 24 septembre 2022                |
|       | Portrait       | Étude de deux têtes de femmes. Blanchisseuse souffrant des dents        | 1870-1872                        | huile sur toile                               | 15 × 21 cm          | Musée d'art moderne André-Malraux, Le Havre      | Musée d'Orsay consulté le 11 Juillet 2022          |
|       | Portrait       | Femme au parasol                                                        | 1870-1872                        | huile sur toile                               | 75 × 85 cm          | Institut Courtauld, Londres                      | Art UK consulté le 4 août 2022                     |
|       | Scène de genre | La Répétition au foyer de la danse                                      | 1870-1872                        | huile sur toile                               | 41 × 55 cm          | The Phillips Collection, Washington              | Musée consulté le 27 septembre 2022                |
|       | Scène de genre | Femme se coiffant devant un miroir                                      | 1870-1875                        | huile sur toile                               | 46 × 32 cm          | Norton Simon Museum, Pasadena                    | Musée consulté le 7 février 2023                   |
|       | Scène de genre | Le Ballet de « Robert le Diable »                                       | 1871                             | huile sur toile                               | 66 × 54 cm          | Metropolitan Museum, New York                    | Musée consulté le 11 Juillet 2022                  |
|       | Portrait       | Hortense Valpinçon enfant                                               | 1871                             | huile sur toile                               | 110 × 76 cm         | Minneapolis Institute of Art                     | Musée consulté le 13 Juillet 2022                  |
|       | Portrait       | Jeantaud, Linet et Lainé                                                | 1871                             | huile sur toile                               | 38 × 46 cm          | Musée d'Orsay, Paris                             | Musée consulté le 11 Juillet 2022                  |
|       | Portrait       | Henri Rouart                                                            | 1871                             | huile sur toile                               | 27 × 22 cm          | Musée Marmottan, Paris                           | Musée consulté le 9 février 2023                   |
|       | Scène de genre | Chevaux de course à Longchamp                                           | 1871                             | huile sur toile                               | 34 × 42 cm          | musée des Beaux-Arts de Boston                   | Musée consulté le 11 Juillet 2022                  |
|       | Animalier      | Chevaux dans une prairie                                                | 1871                             | huile sur toile                               | 32 × 40 cm          | National Gallery of Art, Washington              | Musée consulté le 3 Février 2023                   |
|       | Portrait       | Femme à la fenêtre                                                      | 1871                             | huile sur papier                              | 46 × 61 cm          | Institut Courtauld, Londres                      | A&A consulté le 4 août 2022                        |
|       | Portrait       | Ludovic Lepic et ses filles                                             | 1871 vers                        | huile sur toile                               | 65 × 81 cm          | Fondation et Collection Emil G. Bührle, Zurich   | Musée consulté le 8 février 2023                   |
|       | Portrait       | Le Père de Degas écoutant Lorenzo Pagans jouer de la guitare            | 1869-1972                        | huile sur toile                               | 82 × 65 cm          | Musée des Beaux-Arts de Boston                   | Musée consulté le 30 Juillet 2022                  |
|       | Portrait       | Lorenzo Pagans et Auguste de Gas                                        | 1871-1972                        | huile sur toile                               | 54 × 39 cm          | musée d'Orsay, Paris                             | Musée consulté le 12 Juillet 2022                  |
|       | Scène de genre | Les Courses                                                             | 1871-1972                        | huile sur bois                                | 27 × 35 cm          | National Gallery of Art, Washington              | Musée consulté le 3 Février 2023                   |
|       | Scène de genre | Le Foyer de la danse à l'Opéra de la rue Le Peletier                    | 1872                             | huile sur toile                               | 33 × 46 cm          | Musée d'Orsay, Paris                             | Musée consulté le 11 Juillet 2022                  |
|       | Portrait       | La Femme à la potiche                                                   | 1872                             | huile sur toile                               | 65 × 54 cm          | Musée d'Orsay, Paris                             | Musée consulté le 7 février 2023                   |
|       | Scène de genre | Musiciens à l'orchestre                                                 | 1872                             | huile sur toile                               | 64 × 49 cm          | musée Städel, Francfort-sur-le-Main              | Musée consulté le 11 Juillet 2022                  |
|       | Scène de genre | Danseuse de ballet avec les bras croisés                                | 1872 vers                        | huile sur toile                               | 61 × 50 cm          | Musée des Beaux-Arts de Boston                   | Musée consulté le 3 aout 2022                      |
|       | Portrait       | Alice Villette                                                          | 1872 vers                        | huile sur toile                               | 46 × 33 cm          | Fogg Art Museum, Cambridge                       | Musée consulté le 5 aout 2022                      |
|       | Portrait       | La Convalescente                                                        | 1872 et 1887                     | huile sur toile                               | 65,087 5 × 46,99 cm | Getty Center, Los Angeles                        | Musée consulté le 13 Juillet 2022                  |
|       | Portrait       | Madame René De Gas                                                      | 1872-1873                        | huile sur toile                               | 72 × 92 cm          | National Gallery of Art, Washington              | Musée consulté le 13 Juillet 2022                  |
|       | Portrait       | Boussard le photographe                                                 | 1872-1873                        | aquarelle et gouache sur papier               | 29 × 20 cm          | Detroit Institute of Arts                        | Musée consulté le 15 octobre 2022                  |
|       | Portrait       | Femme avec un bandage                                                   | 1872-1873                        | huile sur toile                               | 33 × 25 cm          | Detroit Institute of Arts                        | Musée consulté le 15 octobre 2022                  |
|       | Scène de genre | Le Pédicure                                                             | 1873                             | huile sur toile                               | 61 × 46 cm          | Musée d'Orsay, Paris                             | Musée consulté le 11 Juillet 2022                  |
|       | Scène de genre | Cavalier en habit rouge Étude pour Départ pour la chasse                | 1873                             | pastel sur papier                             | 44 × 23 cm          | Musée du Louvre, Paris Art graphiques            | Musée consulté le 9 février 2023                   |
|       | Scène de genre | Cour avant d'une maison (Nouvelle-Orléans, croquis)                     | 1873                             | Huile sur toile                               | 60 × 73 cm          | Ordrupgaard, Copenhague                          | Musée consulté le 10 février 2023                  |
|       | Scène de genre | Le Bureau de coton à La Nouvelle-Orléans                                | 1873                             | huile sur toile                               | 73 × 92 cm          | musée des beaux-arts de Pau                      | Base Joconde consulté le 11 Juillet 2022           |
|       | Scène de genre | Marchands de coton à La Nouvelle-Orléans                                | 1873                             | huile sur toile                               | 59 × 72 cm          | Fogg Art Museum, Cambridge                       | Musée consulté le 6 août 2022                      |
|       | Portrait       | Tête de femme                                                           | 1873 vers                        | huile sur toile                               | 175 × 197 cm        | Tate Gallery, Londres                            | Musée consulté le 4 février 2023                   |
|       | Scène de genre | Danseuses dans une salle d'exercice                                     | 1873                             | huile sur toile                               | 27 × 23 cm          | Collection privée, Vente 2019                    | Catalogue Christie's consulté le 27 septembre 2022 |
|       | Scène de genre | Danseuse posant pour un photographe                                     | 1873-1875                        | huile sur toile                               | 65 × 50 cm          | Musée des Beaux-Arts Pouchkine, Moscou           | Musée consulté le 27 septembre 2022                |
|       | Scène de genre | La Repasseuse                                                           | 1873 vers                        | huile sur toile                               | 65 × 50 cm          | Norton Simon Museum, Pasadena                    | Musée consulté le 7 Février 2023                   |
|       | Scène de genre | La Classe de danse                                                      | 1873 vers                        | huile sur toile                               | 48 × 62 cm          | National Gallery of Art, Washington              | Musée consulté le 25 septembre 2022                |
|       | Scène de genre | La Répétition                                                           | 1873-1878                        | huile sur toile                               | 47 × 61 cm          | Fogg Art Museum, Cambridge                       | Musée consulté le 4 Août 2022                      |
|       | Scène de genre | Danseuse de ballet                                                      | 1873-1900                        | huile sur toile                               | 41 × 33 cm          | Fogg Art Museum, Cambridge                       | Musée consulté le 6 Août 2022                      |
|       | Scène de genre | La Classe de danse                                                      | 1873-1876                        | huile sur toile                               | 85 × 75 cm          | Musée d'Orsay, Paris                             | Musée consulté le 11 Juillet 2022                  |
|       | Portrait       | Le Maître de ballet Jules Perrot                                        | 1875                             | huile sur toile                               | 73 × 59 cm          | Philadelphia Museum of Art                       | Musée consulté le 8 février 2023                   |

## Les Expositions impressionnistes
| Image | Genre          | Titre                                                                     | Date                               | Technique                                         | Dimensions     | Lieu de Conservation                              | Référence                                         |
| ----- | -------------- | ------------------------------------------------------------------------- | ---------------------------------- | ------------------------------------------------- | -------------- | ------------------------------------------------- | ------------------------------------------------- |
|       | Portrait       | Portrait d'Eugène Manet                                                   | 1874                               | huile sur toile                                   | 65 × 81 cm     | Collection particulière                           | Berthe Morisot                                    |
|       | Portrait       | Danseuse                                                                  | 1874                               | huile sur toile                                   | 40 × 33 cm     | Musée de l'Ermitage, Saint-Petersbourg            | Catalogue                                         |
|       | Scène de genre | La Classe de danse                                                        | 1874                               | huile sur toile                                   | 83 × 77 cm     | Metropolitan Museum, New York                     | Musée consulté le 4 Novembre 2022                 |
|       | Scène de genre | Répétition d'un ballet sur la scène                                       | 1874                               | huile sur toile                                   | 65 × 81 cm     | Musée d'Orsay, Paris                              | Musée consulté le 11 Juillet 2022                 |
|       | Scène de genre | Danseuse faisant des pointes                                              | 1874-1876                          | Pastel et gouache sur papier marouflé sur bois    | 49 × 37 cm     | Musée d'art Nelson-Atkins, Kansas City            | Musée consulté le 6 février 2023                  |
|       | Portrait       | Tête de femme                                                             | 1874 vers                          | huile sur toile                                   | 32 × 27 cm     | National Gallery, Londres                         | Musée consulté le 4 février 2023                  |
|       | Scène de genre | Répétition d'un ballet sur scène                                          | 1874 vers                          | huile et aquarelle sur papier                     | 54 × 73 cm     | Metropolitan Museum, New York                     | Musée consulté le 14 octobre 2022                 |
|       | Scène de genre | Danseuses jaunes                                                          | 1874-1876                          | huile sur toile                                   | 73 × 59 cm     | Art Institute of Chicago                          | Musée consulté le 27 septembre 2022               |
|       | Allégorie      | Mélancolie                                                                | 1874                               | huile sur toile                                   | 50 × 39 cm     | The Phillips Collection, Washington               | Musée consulté le 13 Juillet 2022                 |
|       | Scène de genre | La Répétition                                                             | 1874 vers                          | huile sur toile                                   | 58 × 84 cm     | Collection Burrell, Glasgow                       | Musée consulté le 3 aout 2022                     |
|       | Scène de genre | Deux Danseuses sur scène                                                  | 1874                               | huile sur toile                                   | 46 × 61 cm     | Institut Courtauld, Londres                       | A&A consulté le 4 aout 2022                       |
|       | Scène de genre | Danseuse faisant des pointes                                              | 1874-1876                          | pastel et gouache sur papier marouflé sur panneau | 49 × 37 cm     | Musée d'art Nelson-Atkins, Kansas City            | Musée consulté le 27 septembre 2022               |
|       | Scène de genre | Danseuses jaunes                                                          | 1874–1876                          | huile sur toile                                   | 73 × 59 cm     | Art Institute of Chicago                          | Musée consulté le 3 aout 2022                     |
|       | Portrait       | Madame Jeantaud au miroir                                                 | 1875                               | huile sur toile                                   | 70 × 84 cm     | Musée d'Orsay, Paris                              | Musée consulté le 11 Juillet 2022                 |
|       | Portrait       | Place de la Concorde M. lepic et ses filles                               | 1875                               | huile sur toile                                   | 78 × 117 cm    | Musée de l'Ermitage, Saint-Petersbourg            | Musée consulté le 10 février 2023                 |
|       | Portrait       | Stefanina Primicile Carafa, Marquise de Cicerale et Duchesse de Montejasi | 1875 vers                          | huile sur toile                                   | 49 × 39 cm     | Cleveland Museum of Art                           | Musée consulté le 4 août 2022                     |
|       | Portrait       | Portrait d'Elena Carafa                                                   | 1875 vers                          | huile sur toile                                   | 70 × 55 cm     | National Gallery, Londres                         | Musée consulté le 4 février 2023                  |
|       | Portrait       | Jeune femme avec la main devant sa bouche                                 | 1875 vers                          | huile sur toile                                   | 41 × 33 cm     | Metropolitan Museum, New York                     | Musée consulté le 13 Novembre 2022                |
|       | Portrait       | Dans un café                                                              | 1875-1876                          | huile sur toile                                   | 92 × 68 cm     | Musée d'Orsay, Paris                              | Musée consulté le 7 Février 2023                  |
|       | Scène de genre | Femmes peignant leurs cheveux                                             | 1875-1876                          | huile sur papier marouflée sur toile              | 32 × 46 cm     | The Phillips Collection, Washington               | Musée consulté le 8 Février 2023                  |
|       | Scène de genre | Répétition de ballet                                                      | 1875-1877                          | Pastel sur carton                                 | 50 × 63 cm     | Musée Pouchkine, Moscou                           | Musée consulté le 27 septembre 2022               |
|       | Scène de genre | Danseuses dans la Rotonde de l'Opera de Paris                             | 1875-1878                          | huile sur toile                                   | 89 × 96 cm     | Norton Simon Museum, Pasadena                     | Musée consulté le 25 septembre 2022               |
|       | Scène de genre | Henri Degas et sa nièce Lucie Degas                                       | 1875-1876                          | huile sur toile                                   | 100 × 120 cm   | Art Institute of Chicago                          | Musée consulté le 3 aout 2022                     |
|       | Scène de genre | Repasseuses                                                               | 1875-1876 retravaillé en 1882-1886 | huile sur toile                                   | 82 × 75 cm     | Norton Simon Museum, Pasadena                     | Musée consulté le 7 février 2023                  |
|       | Scène de genre | Femme en train de repasser                                                | 1876 vers complété vers 1887       | huile sur toile                                   | 81 × 66 cm     | National Gallery of Art                           | Musée consulté le 3 Février 2023                  |
|       | Scène de genre | Actrice dans sa loge                                                      | 1875-1880 et 1895-1905             | huile sur toile                                   | 85 × 76 cm     | Norton Simon Museum, Pasadena                     | Musée consulté le 6 février 2023                  |
|       | Scène de genre | Le Ballet de « Robert le Diable »                                         | 1876                               | huile sur toile                                   | 76 × 81 cm     | Victoria and Albert Museum , Londres              | Musée consulté le 11 Juillet 2022                 |
|       | Scène de genre | Ballerine                                                                 | 1876 vers                          | huile sur toile                                   | 32 × 24 cm     | Musée d'art de San Diego                          | Musée consulté le 26 septembre 2022               |
|       | Scène de genre | Femme sortant du bain                                                     | 1876 vers                          | pastel sur monotype                               | 16 × 21 cm     | musée d'Orsay, Paris Collection Caillebotte       | Musée consulté le 30 Juin 2022                    |
|       | Scène de genre | Danseuses en rose                                                         | 1876                               | huile sur toile                                   | 18 × 14 cm     | Hill-Stead Museum, Farmington                     | Musée consulté le 4 Novembre 2022                 |
|       | Scène de genre | Femme nue accroupie de dos                                                | 1876 vers                          | pastel sur monotype                               | 18 × 14 cm     | musée d'Orsay, Paris Collection Caillebotte       | Musée consulté le 30 Juin 2022                    |
|       | Scène de genre | Duchesse de Montejasi avec ses filles, Elena et Camilla                   | 1876 vers                          | Huile sur toile                                   | 66 × 99 cm     | Musée des Beaux-Arts de Boston                    | Musée consulté le 3 aout 2022                     |
|       | Scène de genre | Ballet                                                                    | 1876-1877                          | pastel sur monotype                               | 58 × 42 cm     | musée d'Orsay, Paris                              | Musée consulté le 7 février 2023                  |
|       | Scène de genre | Le Champ de courses. Jockeys amateurs près d'une voiture                  | 1876-1877                          | huile sur toile                                   | 65 × 81 cm     | musée d'Orsay, Paris                              | Musée consulté le 7 février 2023                  |
|       | Scène de genre | Le Café-Concert des Ambassadeurs                                          | 1876-1877                          | pastel sur monotype                               | 37 × 26 cm     | musée des Beaux-Arts de Lyon                      | Musée consulté le 11 Juillet 2022                 |
|       | Portrait       | Carlo Pellegrini                                                          | 1876-1877                          | huile sur papier contrecollé                      | 63 × 34 cm     | National Gallery, Londres                         | Musée consulté le 4 février 2023                  |
|       | Portrait       | Portrait du graveur Desboutin et du graveur Lepic                         | 1876-1877                          | huile sur toile                                   | 71 × 81 cm     | Musée d'Orsay, Paris                              | Musée consulté le 7 février 2023                  |
|       | Scène de genre | Danseuses dans les coulisses                                              | 1876-1878                          | pastel et gouache sur papier marouflé sur panneau | 69 × 50 cm     | Norton Simon Museum, Pasadena                     | Musée consulté le 27 septembre 2022               |
|       | Scène de genre | Danseuses en coulisse                                                     | 1876-1883                          | huile sur toile                                   | 37 × 26 cm     | National Gallery of Art, Washington               | Musée consulté le 27 septembre 2022               |
|       | Scène de genre | Les Choristes, dit aussi Les Figurants                                    | 1877                               | pastel sur monotype                               | 27 × 32 cm     | musée d'Orsay, Paris Collection Caillebotte       | Musée consulté le 30 Juin 2022                    |
|       | Scène de genre | Danseuses pratiquant à la barre                                           | 1877                               | Techniques mixtes sur toile                       | 76 × 81 cm     | Metropolitan Museum, New York                     | Musée consulté le 24 septembre 2022               |
|       | Scène de genre | Femmes à la terrasse d'un café                                            | 1877                               | pastel sur monotype                               | 62 × 84 cm     | Musée d'Orsay, Paris                              | Musée consulté le 10 février 2023                 |
|       | Scène de genre | Répétition avant le ballet                                                | 1877 vers                          | huile sur toile                                   | 20 × 24 cm     | Museum of Fine Arts, Springfield (Massachusetts)  | Musée consulté le 27 septembre 2022               |
|       | Scène de genre | Fin d'arabesque                                                           | 1877                               | pastel                                            | 67 × 38 cm     | musée d'Orsay, Paris                              | Musée consulté le 11 Juillet 2022                 |
|       | Scène de genre | Ballet à l'Opéra de Paris                                                 | 1877                               | pastel sur monotype                               | 35 × 71 cm     | Art Institute of Chicago                          | Musée consulté le 11 Juillet 2022                 |
|       | Scène de genre | Danseuse sur scène                                                        | 1877                               | Gouache sur vélin marouflé sur panneau            | 17 × 21 cm     | Metropolitan Museum, New York                     | Musée consulté le 26 septembre 2022               |
|       | Portrait       | Portrait d'homme                                                          | 1877 vers                          | huile sur toile                                   | 79 × 59 cm     | Clark Art Institute, Williamstown                 | Musée consulté le 8 février 2023                  |
|       | Scène de genre | Deux danseuses entrant sur scène                                          | 1877-1878                          | Pastel                                            | 38 × 35 cm     | Fogg Art Museum, Cambridge                        | Musée consulté le 14 octobre 2022                 |
|       | Scène de genre | Danseuse se basculant                                                     | 1877-1879                          | Pastel et Gouache sur papier                      | 64 × 36 cm     | Musée Thyssen-Bornemisza, Madrid                  | Musée consulté le 9 octobre 2022                  |
|       | Portrait       | Mademoiselle Malo                                                         | 1877 vers                          | huile sur toile                                   | 81 × 65 cm     | National Gallery of Art, Washington               | Musée consulté le 3 Février 2023                  |
|       | Scène de genre | La Chanteuse au gant                                                      | 1878 vers                          | pastel sur toile                                  | 53 × 41 cm     | Cambridge, Fogg Art Museum                        | Musée consulté le 11 Juillet 2022 2022            |
|       | Portrait       | Portrait de Henri Michel-Lévy                                             | 1878 vers                          | huile sur toile                                   | 40 × 28 cm     | Musée Calouste-Gulbenkian, Lisbonne               | Musée consulté le 4 aout 2022 2022                |
|       | Portrait       | Étude pour le buste d'une danseuse                                        | 1878-1879                          | Pastel et gouache sur papier                      | 62 × 47 cm     | musée d'Orsay, Paris Collection Caillebotte       | Musée consulté le 30 Juin 2022                    |
|       | Scène de genre | La Répétition                                                             | 1878-1879                          | huile sur toile                                   | 48 × 61 cm     | The Frick Collection, New York                    | Musée consulté le 9 février 2023                  |
|       | Portrait       | Portraits à la Bourse                                                     | 1878-1879                          | huile sur toile                                   | 100 × 81 cm    | musée d'Orsay, Paris                              | Musée consulté le 11 Juillet 2022                 |
|       | Scène de genre | Danseuse dans sa loge                                                     | 1878-1879                          | pastel et gouache sur papier                      | 60 × 40 cm     | Musée Oskar Reinhart « Am Römerholz », Winterthur | Musée consulté le 27 septembre 2022               |
|       | Portrait       | Diego Martelli (1839 - 1896)                                              | 1879                               | huile sur toile                                   | 110 × 100 cm   | Scottish National Gallery, Édimbourg              | Musée consulté le 10 février 2023                 |
|       | Scène de genre | Au Musée du Louvre (Miss Cassatt)                                         | 1879 vers                          | eau forte                                         |                | Collection particulière                           | ouvrage                                           |
|       | Portrait       | Danseuse à l'éventail                                                     | 1879 vers                          | pastel à la vapeur                                |                | Collection particulière                           | ouvrage                                           |
|       | Scène de genre | Entrée de la danse des masques                                            | 1879 vers                          | pastel sur papier                                 | 49 × 65 cm     | Clark Art Institute, Williamstown                 | Musée consulté le 14 octobre 2022                 |
|       | Scène de genre | Deux danseuses                                                            | 1879 vers                          | pastel et gouache sur papier                      | 46 × 67 cm     | Shelburne Museum                                  | Musée consulté le 8 février 2023                  |
|       | Portrait       | Paul Lafond et Alphonse Cherfils examinant un tableau                     | 1878-1880                          | huile sur panneau                                 | 27 × 34 cm     | Cleveland Museum of Art                           | Musée consulté le 4 aout 2022                     |
|       | Portrait       | Avant le départ                                                           | 1878-1880                          | huile sur toile                                   | 39 × 89 cm     | Fondation et Collection Emil G. Bührle, Zurich    | Musée consulté le 8 février 2023                  |
|       | Scène de genre | L'Etoile : danseuse sur la pointe                                         | 1878-1880                          | gouache et pastel sur papier marouflé sur bois    | 56 × 76 cm     | Norton Simon Museum, Pasadena                     | Musée consulté le 26 Septembre 2022               |
|       | Scène de genre | Danseuse au repos                                                         | 1878-1880                          | pastel et gouache sur papiers joints              | 59 × 64 cm     | Collection privée, Vente 2008                     | Catalogue Sotheby's consulté le 26 Septembre 2022 |
|       | Scène de genre | Miss Lala au cirque Fernando                                              | 1879                               | huile sur toile                                   | 117 × 77,5 cm  | Londres, National Gallery                         | Musée consulté le 11 Juillet 2022                 |
|       | Scène de genre | Danseuse dans sa loge                                                     | 1879 vers                          | Pastel et peinture sur toile                      | 88 × 38 cm     | Cincinnati Art Museum                             | Musée consulté le 14 octobre 2022                 |
|       | Scène de genre | L'Attente                                                                 | 1879-1882                          | pastel sur papier                                 | 48 × 61 cm     | Pasadena, Norton Simon Museum                     | Musée consulté le 27 septembre 2022               |
|       | Scène de genre | La Leçon de danse                                                         | 1879                               | huile sur toile                                   | 38 × 88 cm     | National Gallery of Art, Washington               | Musée consulté le 27 septembre 2022               |
|       | Scène de genre | Deux danseuses                                                            | 1879 vers                          | Pastel et gouache sur papier                      | 46 × 67 cm     | Shelburne Museum                                  | Musée consulté le 27 septembre 2022               |
|       | Scène de genre | Danseuse sur scène                                                        | 1879 vers                          | gouache sur soie                                  | 24 × 14 cm     | Institut Courtauld, Londres                       | Art UK consulté le 4 août 2022                    |
|       | Scène de genre | Femme vue de dos (Visite d'un Musée)                                      | 1879-1885                          | huile sur toile                                   | 81 × 76 cm     | National Gallery of Art, Washington               | Musée consulté le 3 fevrier 2023                  |
|       | Scène de genre | Visite au Musée                                                           | 1879-1890                          | huile sur toile                                   | 92 × 68 cm     | Musée des Beaux-Arts de Boston                    | Musée consulté le 3 aout 2022                     |
|       | Portrait       | Portrait d'Edmond Duranty                                                 | 1879                               | gouache et pastel                                 | 128 × 129 cm   | Glasgow, Collection Burrell                       | Musée consulté le 11 Juillet 2022                 |
|       | Scène de genre | La Leçon de danse                                                         | 1879 vers                          | Pastel et craie sur vélin                         | 64 × 56 cm     | Metropolitan Museum of Art, New York              | Musée consulté le 30 Juin 2022                    |
|       | Portrait       | Ludovic Halévy et Albert Boulanger-Cavé dans les coulisses de l'Opéra     | 1879                               | Pastel                                            | 79 × 55 cm     | Musée d'Orsay, Paris                              | Musée consulté le 11 Juillet 2022                 |
|       | Scène de genre | Aria après le ballet                                                      | 1879                               | Pastelet gouache sur monotype                     | 60 × 75 cm     | musée d'Art de Dallas                             | Musée consulté le 13 Juillet 2022                 |
|       | Scène de genre | Chanteuse de café                                                         | 1879                               | huile sur toile                                   | 53 × 42 cm     | Art Institute of Chicago                          | Musée consulté le 2 aout 2022                     |
|       | Scène de genre | Portrait après un bal costumé (Portrait de Madame Dietz-Monnin)           | 1879                               | peinture et pastel sur toile                      | 86 × 75 cm     | Art Institute of Chicago                          | Musée consulté le 2 aout 2022                     |
|       | Scène de genre | Chez la modiste                                                           | 1879–1886                          | huile sur toile                                   | 100 × 111 cm   | Art Institute of Chicago                          | Musée consulté le 2 aout 2022                     |
|       | Scène de genre | Etude de danseuse                                                         | 1880 vers                          | Pastel                                            | 50 × 32 cm     | Metropolitan Museum, New York                     | Musée consulté le 9 octobre 2022                  |
|       | Scène de genre | Examen de Danse                                                           | 1880                               | Pastel sur papier                                 | 62 × 46 cm     | Musée d'Art de Denver                             | Musée consulté le 11 octobre 2022                 |
|       | Scène de genre | Classe de ballet                                                          | 1880 vers                          | huile sur toie                                    | 62 × 50 cm     | Collection E. G. Bührle, Zurich                   | Ouvrage                                           |
|       | Scène de genre | Danseuses mauves                                                          | 1880 vers                          | pastel                                            | 46 × 29 cm     | Musée Faure (Aix-les-Bains)                       | Musée consulté le 26 Septembre 2022               |
|       | Scène de genre | Exercices de danse dans le foyer                                          | 1880 année                         | Huile sur toile                                   | 71 × 88 cm     | Ny Carlsberg Glyptotek                            | Kulturarv consulté le 7 février 2023              |
|       | Scène de genre | Danseuses dans la salle de classe                                         | 1880 vers                          | Huile sur toile                                   | 39 × 88 cm     | Clark Art Institute, Williamstown                 | Musée consulté le 8 février 2023                  |
|       | Scène de genre | La Classe de ballet                                                       | 1880-1881                          | huile sur toile                                   | 82,2 × 76,8 cm | Philadelphia Museum of Art                        | Musée consulté le 25 Septembre 2022               |
|       | Scène de genre | Danseuses dans la salle de cours de danse                                 | 1880 vers                          | huile sur toile                                   | 39.4 x 88,4 cm | Clark Art Institute, Williamstown                 | Musée consulté le 27 septembre 2022               |
|       | Nu             | Femme assise sur le bord d'une baignoire et s'épongeant le cou            | 1880-1895                          | huile sur toile                                   | 52 × 67 cm     | musée d'Orsay, Paris                              | Musée consulté le 7 février 2023                  |
|       | Scène de genre | Chez la modiste                                                           | 1880-1895                          | Pastel sur cinq feuilles de papier                | 52 × 67 cm     | Metropolitan Museum, New York                     | Musée consulté le 4 Novembre 2022                 |
|       | Scène de genre | Chez la modiste                                                           | 1882                               | Pastel sur papier gris                            | 76 × 86 cm     | Metropolitan Museum, New York                     | Musée consulté le 13 Novembre 2022                |
|       | Scène de genre | Chez la modiste                                                           | 1882                               | Pastel sur papier                                 | 75 × 85 cm     | Musée Thyssen-Bornemisza, Madrid                  | Musée consulté le 8 février 2023                  |
|       | Scène de genre | Petites modistes                                                          | 1882                               | Pastel sur papier beige marouflé sur carton       | 49 × 76 cm     | Musée d'art Nelson-Atkins, Kansas City            | Musée consulté le 6 février 2023                  |
|       | Scène de genre | Avant la course                                                           | 1882 vers                          | huile sur bois                                    | 27 × 35 cm     | Clark Art Institute, Williamstown                 | Musée consulté le 8 février 2023                  |
|       | Scène de genre | Les Jockeys                                                               | 1882 vers                          | huile sur toile                                   | 26 × 40 cm     | Yale University Art Gallery, New Haven            | Musée consulté le 8 février 2023                  |
|       | Scène de genre | La Conversation chez la modiste                                           | 1882-1883                          | pastel sur papier                                 | 65 × 86 cm     | Alte Nationalgalerie, Berlin                      | Musée consulté le 2 aout 2022                     |
|       | Scène de genre | Danseuse assise                                                           | 1881-1883                          | Pastel sur papier                                 | 62 × 49 cm     | musée d'Orsay, Paris Collection Caillebotte       | Musée consulté le 30 Juin 2022                    |
|       | Scène de genre | Chez la modiste                                                           | 1881                               | Pastel sur papier                                 | 69 × 69 cm     | Metropolitan Museum, New York                     | Musée consulté le 5 Décembre 2022                 |
|       | Scène de genre | Les Modistes                                                              | 1882-1905                          | huile sur toile                                   | 59 × 72 cm     | Getty Museum, Los Angeles                         | Musée consulté le 8 aout 2022                     |
|       | Scène de genre | Danseuses de ballet sur scène                                             | 1883                               | Pastel sur papier                                 | 62 × 47 cm     | Musée d'Art de Dallas                             | Musée consulté le 4 août 2022                     |
|       | Scène de genre | La Loge                                                                   | 1883                               | huile sur bois                                    | 13 × 22 cm     | National Gallery of Art, Washington               | Musée consulté le 27 septembre 2022               |
|       | Scène de genre | Les Repasseuses                                                           | 1884 vers                          | huile sur toile                                   | 76 × 81,5 cm   | musée d'Orsay, Paris                              | Musée consulté le 30 Juin 2022                    |
|       | Scène de genre | Ballet vu d'une loge d'opéra                                              | 1884 vers                          | pastel sur papier                                 | 65 × 50 cm     | Philadelphia Museum of Art                        | Musée consulté le 14 octobre 2022                 |
|       | Scène de genre | Danseuses en jupes rouges                                                 | 1884 vers                          | huile sur toile                                   | 38 × 44 cm     | Ny Carlsberg Glyptothek, Copenhague               | Kulturarv consulté le 7 Février 2023              |
|       | Scène de genre | The Mante Family                                                          | 1884 vers                          | huile sur toile                                   | 88 x 48 cm     | Philadelphia Museum of Art                        | https://philamuseum.org/collection/object/50456   |
|       | Scène de genre | Femme séchant son bras gauche (après le bain)                             | 1884 vers                          | pastel sur papier                                 | 58 × 64 cm     | Musée d'art de São Paulo                          | Musée consulté le 8 février 2023                  |
|       | Scène de genre | Danseuses                                                                 | 1884-1885                          | pastel                                            | 75 × 73 cm     | musée d'Orsay, Paris                              | Musée consulté le 11 Octobre 2022                 |
|       | Scène de genre | Les Cavaliers                                                             | 1885 vers                          | huile sur toile                                   | 73 × 91 cm     | National Gallery of Art, Washington               | Musée consulté le 3 Février 2023                  |
|       | Scène de genre | Trois femmes aux courses                                                  | 1885 vers                          | pastel sur papier                                 | 69 × 69 cm     | Musée d'Art de Denver                             | Musée consulté le 11 Février 2023                 |
|       | Nu             | Après le bain, femme s'essuyant                                           | 1884-1886 repris 1890-1900         | pastel sur papier vélin                           | 40,5 × 32 cm   | Le Havre, musée d'art moderne André-Malraux       | Musée consulté le 11 Juillet 2022                 |
|       | Nu             | Jeune femme s'habillant                                                   | 1885                               | pastel sur vélin marouflé sur carton              | 80 × 51 cm     | National Gallery of Art, Washington               | Musée consulté le 4 février 2023                  |
|       | Nu             | Femme peignant ses cheveux                                                | 1885 vers                          | pastel                                            | 54 × 52 cm     | Musée de l'Ermitage, Saint-Petersbourg            | Musée consulté le 11 février 2023                 |
|       | Nu             | Le Tub                                                                    | 1885-1886                          | pastel sur papier bleu-gris                       | 70 × 70 cm     | Hill-Stead Museum , Farmington                    | Musée consulté le 4 Novembre 2022                 |
|       | Scène de genre | Arlequin et danseuses                                                     | 1884                               | pastel sur papier                                 | 34 × 47 cm     | Collection privée, Vente 2018                     | MutualArt consulté le 27 septembre 2022           |
|       | Scène de genre | Arlequin                                                                  | 1885                               | pastel sur papier                                 | 63 × 57 cm     | Art Institute of Chicago                          | Musée consulté le 11 Juillet 2022                 |
|       | Scène de genre | Quatre ballerines en scène                                                | 1885-1890                          | huile sur toile                                   | 73 × 92 cm     | Musée d'art de São Paulo                          | Musée consulté le 24 septembre 2022               |
|       | Scène de genre | La Conversation                                                           | 1885-1895                          | huile sur toile                                   | 50 × 61 cm     | Yale University Art Gallery, New Haven            | Musée consulté le 8 février 2023                  |
|       | Scène de genre | La Loge                                                                   | 1885                               | pastel                                            | 58 × 43 cm     | Musée Hammer, Los Angeles                         | Musée consulté le 8 aout 2022                     |

## 1886 Exposition à New York
| Image | Genre          | Titre                                    | Date      | Technique                             | Dimensions   | Lieu de Conservation                           | Référence                             |
| ----- | -------------- | ---------------------------------------- | --------- | ------------------------------------- | ------------ | ---------------------------------------------- | ------------------------------------- |
|       | Portrait       | Hélène Rouart dans le bureau de son père | 1886 vers | huile sur toile                       | 162 × 121 cm | National Gallery, Londres                      | Musée consulté le 4 Février 2023      |
|       | Nu             | Le Bain du matin                         | 1886 vers | Pastel sur vélin                      | 67 × 52 cm   | Musée d'Art de l'université de Princeton       | Collection consulté le 8 février 2023 |
|       | Scène de genre | Danseuses en rose                        | 1886 vers | Pastel sur papier marouflé sur carton | 72 × 39 cm   | Norton Simon Museum, Pasadena                  | Musée consulté le 1 octobre 2022      |
|       | Nu             | Le Tub                                   | 1886      | Pastel                                | 63 × 80 cm   | musée d'Orsay, Paris                           | Musée consulté le 11 Juillet 2022     |
|       | Scène de genre | Arlequin et Colombine                    | 1886      | Pastel sur papier                     | 40,5 × 32 cm | Österreichische Galerie Belvedere, Vienne      | Musée consulté le 11 Juillet 2022     |
|       | Scène de genre | Jockeys                                  | 1886      | Pastel sur papier                     | 38 × 88 cm   | Hill–Stead Museum, Farmington                  | Musée consulté le 18 août 2022        |
|       | Nu             | Baigneuse allongée sur le sol            | 1886-1888 | pastel sur papier beige               | 48 × 87 cm   | musée d'Orsay, Paris                           | Musée consulté le 11 Juillet 2022     |
|       | Scène de genre | Arlequin et Colombine                    | 1886-1890 | huile sur bois                        | 32 × 23 cm   | musée d'Orsay, Paris                           | Musée consulté le 11 Juillet 2022     |
|       | Scène de genre | Danseuses montant un escalier            | 1886-1890 | huile sur toile                       | 39 × 89,5 cm | musée d'Orsay, Paris                           | Musée consulté le 7 février 2023      |
|       | Nu             | Deux baigneuses sur l'herbe              | 1886-1890 | pastel                                | 70 × 70 cm   | musée d'Orsay, Paris                           | Musée consulté le 11 Juillet 2022     |
|       | Nu             | Femme dont on peigne les cheveux         | 1886-1888 | Pastel                                | 74 × 61 cm   | Metropolitan Museum, New York                  | Musée consulté le 5 Décembre 2022     |
|       | Portrait       | Portrait de femme                        | 1887      | huile sur toile                       | 65 × 53 cm   | Detroit Institute of Arts                      | Musée consulté le 15 octobre 2022     |
|       | Scène de genre | Avant la course                          | 1887-1890 | pastel                                | 57 × 65 cm   | Cleveland Museum of Art                        | Musée consulté le 4 août 2022         |
|       | Scène de genre | Femme se coiffant                        | 1887-1890 | pastelsur papier marouflé sur carton  | 82 × 57 cm   | Musée d'Orsay, Paris                           | Musée consulté le 7 février 2023      |
|       | Scène de genre | Danseuses sur la scène                   | 1889 vers | huile sur toile                       | 76 × 89 cm   | Musée des Beaux-Arts de Lyon                   | Musée consulté le 12 Juillet 2022     |
|       | Scène de genre | Danseuses dans le foyer                  | 1889 vers | huile sur toile                       | 41 × 92 cm   | Fondation et Collection Emil G. Bührle, Zurich | Musée consulté le 8 février 2023      |
|       | Scène de genre | Michel Manzi                             | 1889 vers | huile sur toile                       | 70 × 70 cm   | Musée d'Orsay, Paris                           | Musée consulté le 7 février 2023      |
|       | Scène de genre | Quatre jockeys                           | 1889 vers | huile sur panneau                     | 46 × 37 cm   | Yale University Art Gallery, New Haven         | Musée consulté le 8 février 2023      |
|       | Scène de genre | Danseuses bleues                         | 1890      | huile sur toile                       | 85 × 75,5 cm | musée d'Orsay, Paris                           | Musée consulté le 11 Juillet 2022     |
|       | Scène de genre | Danseuses roses et vertes                | 1890 vers | huile sur toile                       | 82 × 76 cm   | Metropolitan Museum, New York                  | Musée consulté le 26 septembre 2022   |

## Les Pastels
| Image | Genre          | Titre                                        | Date        | Technique                                    | Dimensions   | Lieu de Conservation                           | Référence                                            |
| ----- | -------------- | -------------------------------------------- | ----------- | -------------------------------------------- | ------------ | ---------------------------------------------- | ---------------------------------------------------- |
|       | Scène de genre | La Danse d'Arlequin                          | 1890 vers   | pastel                                       | 52 × 63 cm   | musée national des Beaux-Arts (Argentine)      | Musée consulté le 11 Juillet 2022                    |
|       | Nu             | Baigneuse entrant dans une baignoire         | 1890 vers   | pastel sur papier                            | 56 × 48 cm   | Metropolitan Museum, New York                  | Musée consulté le 11 Fevrier 2023                    |
|       | Nu             | Après le bain, femme s'essuyant              | 1890 vers   | pastel                                       | 48 × 63 cm   | Neue Pinakothek, Munich                        | Musée consulté le 3 aout 2022                        |
|       | Nu             | Après le bain, femme s'essuyant              | 1890 vers   | huile sur toile                              | 75 × 86 cm   | Musée d'Art de l'université de Princeton       | Collection consulté le 8 février 2023                |
|       | Scène de genre | Danseuse ajustant sa sandale                 | 1890 vers   | pastel sur papier                            | 55 × 37 cm   | Collection privée, Vente 2008                  | Catalogue Sotheby's consulté le 11 octobre 2022 2022 |
|       | Scène de genre | La Coiffure                                  | 1890 années | huile sur toile                              | 82 × 87 cm   | Musée national, Oslo                           | Musée consulté le 5 Décembre 2022 2022               |
|       | Scène de genre | Avant le ballet                              | 1890-1892   | huile sur toile                              | 40 × 89 cm   | National Gallery of Art, Washington            | Musée consulté le 27 septembre 2022                  |
|       | Nu             | Les Baigneuses                               | 1890-1895   | pastel                                       | 132 × 134 cm | Musée d'Art de Dallas                          | Musée consulté le 4 aout 2022                        |
|       | Nu             | Après le bain, femme s'essuyant              | 1890-1895   | pastel sur vélin marouflé sur bois           | 103 × 98 cm  | National Gallery, Londres                      | Musée consulté le 4 février 2023                     |
|       | Scène de genre | Danseuses de ballet                          | 1890-1900   | huile sur toile                              | 72 × 73 cm   | National Gallery, Londres                      | Musée consulté le 27 septembre 2022                  |
|       | Scène de genre | La répétition de ballet                      | 1891 vers   | huile sur toile                              | 48 × 88 cm   | Yale University Art Gallery, New Haven         | Musée consulté le 27 septembre 2022                  |
|       | Intérieur      | Salle de billard au Ménil-Hubert             | 1892        | pastel                                       | 7 × 65,9 cm  | musée d'Orsay, Paris                           | Musée consulté le 11 Juillet 2022                    |
|       | Portrait       | Portrait de Mlle Rose Caron                  | 1892 vers   | huile sur toile                              | 76 × 83 cm   | Galerie d'art Albright-Knox, Buffalo           | Musée consulté le 2 aout 2022                        |
|       | Scène de genre | Danseuses, roses et vertes                   | 1894        | Pastel sur papier marouflé sur carton        | 66 × 47 cm   | Musée d'art de Yamagata                        | Musée consulté le 9 octobre 2022                     |
|       | Nu             | Après le bain                                | 1895 vers   | huile sur toile                              | 66 × 82 cm   | Getty Center, Los Angeles                      | Musée consulté le 6 aout 2022                        |
|       | Nu             | Après le bain : Femme se séchant             | 1895 vers   | pastel sur papier                            | 68 × 58 cm   | Institut Courtauld, Londres                    | Art UK consulté le 11 février 2023                   |
|       | Scène de genre | Frise de danseuses                           | 1895 vers   | huile sur toile                              | 70 × 200 cm  | Cleveland Museum of Art                        | Musée consulté le 4 aout 2022                        |
|       | Portrait       | Henri Rouart et son fils Alexis              | 1895 vers   | huile sur toile                              | 92 × 73 cm   | Neue Pinakothek, Munich                        | Musée consulté le 3 aout 2022                        |
|       | Nu             | Femme à son bain                             | 1895 vers   | huile sur toile                              | 71 × 89 cm   | Musée des beaux-arts de l'Ontario, Toronto     | Musée consulté le 11 février 2023                    |
|       | Scène de genre | Danseuses dans la salle de répétition        | 1895-1896   | huile sur toile                              | 70 × 100 cm  | musée Von der Heydt , Wuppertal                | Musée consulté le 27 septembre 2022                  |
|       | Scène de genre | Groupe de danseuses                          | 1895-1897   | pastel                                       | 32 × 41 cm   | Musée d'Art de Dallas                          | Musée consulté le 4 aout 2022                        |
|       | Nu             | Après le bain, femme nue s'essuyant la nuque | 1898        | pastel sur vélin                             | 62 × 65 cm   | Musée d'Orsay, Paris                           | Musée consulté le 11 février 2023                    |
|       | Scène de genre | La Jupe de ballet verte                      | 1896 vers   | pastel sur papier calque                     | 45 × 37 cm   | Collection Burrell, Glasgow                    | Musée consulté le 3 aout 2022                        |
|       | Scène de genre | Trois danseuses en costumes rouges           | 1896        | pastel sur papier                            | 66 × 54 cm   | Musée d'Art Ōhara, Kurashiki                   | Musée consulté le 11 Octobre 2022                    |
|       | Scène de genre | Danseuses                                    | 1896 vers   | pastel sur papier                            | 56 × 41 cm   | Cleveland Museum of Art                        | Musée consulté le 9 octobre 2022                     |
|       | Scène de genre | Après le bain (femme s'habilant)             | 1896 vers   | huile sur toile                              | 89 × 117 cm  | Philadelphia Museum of Art                     | Musée consulté le 8 février 2023                     |
|       | Scène de genre | Avant la représentation                      | 1896-1898   | Huile sur papier marouflé sur toile          | 48 × 62 cm   | Scottish National Gallery, Édimbourg           | Musée consulté le 24 septembre 2022                  |
|       | Scène de genre | Femme s'essuyant                             | 1896-1898   | Pastel sur papier marouflé sur carton        | 66 × 61 cm   | Fondation et Collection Emil G. Bührle, Zurich | Musée consulté le 8 février 2023                     |
|       | Paysage        | Saint-Valery)sur-Somme                       | 1896-1898   | Huile sur toile                              | 67 × 81 cm   | Ny Carlsberg Glyptotek, Copenhague             | kulturarv consulté le 7 Février 2023                 |
|       | Scène de genre | La Coiffure                                  | 1896-1898   | Huile sur toile                              | 114 × 147 cm | National Gallery, Londres                      | Musée consulté le 4 Février 2023                     |
|       | Nu             | Femme dans un tub                            | 1896-1901   | pastel                                       | 61 × 85 cm   | Collection Burrell, Glasgow                    | Musée consulté le 3 aout 2022                        |
|       | Scène de genre | Danseuses                                    | 1897 vers   | Pastel au fusain                             | 65 × 51 cm   | Detroit Institute of Arts                      | Musée consulté le 26 septembre 2022                  |
|       | Nu             | Femme se peignant                            | 1897 vers   | Pastel sur carton                            | 70 × 70 cm   | Kunsthaus de Zurich                            | Musée consulté le 11 février 2023                    |
|       | Scène de genre | Les Danseuses bleues                         | 1898 vers   | pastel sur papier                            | 65 × 65 cm   | Musée Pouchkine, Moscou                        | Musée consulté le 12 Juillet 2022                    |
|       | Scène de genre | Deux danseuses au repos                      | 1898 vers   | pastel sur papier                            | 92 × 103 cm  | Musée d'Orsay, Paris                           | Musée consulté le 27 septembre 2022                  |
|       | Scène de genre | Deux danseuses                               | 1898 vers   | pastel sur papier                            | 75 × 70 cm   | Ny Carlsberg Glyptotek, Copenhague             | musée consulté le 11 octobre 2022                    |
|       | Scène de genre | Deux danseuses                               | 1898 vers   | pastel sur papier                            | 95 × 87 cm   | Galerie Neue Meister, Dresde                   | Musée consulté le 4 août 2022                        |
|       | Scène de genre | Danseuses                                    | 1898 vers   | pastel sur cinq feuilles de papier           | 83 × 72 cm   | Fondation de l'Hermitage, Lausanne             | Musée consulté le 11 octobre 2022                    |
|       | Scène de genre | Deux danseuses jaunes et roses               | 1898        | pastel et fusain sur papier                  | 106 × 108 cm | Musée national des Beaux-Arts (Argentine)      | Musée consulté le 26 septembre 2022                  |
|       | Scène de genre | Trois danseuses                              | 1898        | pastel sur papier                            | 90 × 85 cm   | Ordrupgaard, Copenhague                        | Musée consulté le 14 Octobre 2022                    |
|       | Scène de genre | Un groupe de danseuses                       | 1898        | huile sur papier marouflé sur toile          | 46 × 61 cm   | Galerie nationale d'Écosse                     | Musée consulté le 27 septembre 2022                  |
|       | Scène de genre | Quatre danseuses                             | 1899        | huile sur toile                              | 151 × 180 cm | National Gallery of Art, Washington            | Musée consulté le 25 Septembre 2022                  |
|       | Scène de genre | Les Danseuses                                | 1899        | pastel sur papier                            | 62 × 65 cm   | Musée d'Art de Toledo                          | Musée consulté le 9 Octobre 2022                     |
|       | Scène de genre | Danseurs ukrainiens                          | 1899 vers   | pastel sur papier calque marouflé sur carton | 73 × 59 cm   | National Gallery, Londres                      | Musée consulté le 4 février 2023                     |

## Degas se plaint de sa vue
| Image | Genre          | Titre                                           | Date      | Technique                                     | Dimensions   | Lieu de Conservation                | Référence                           |
| ----- | -------------- | ----------------------------------------------- | --------- | --------------------------------------------- | ------------ | ----------------------------------- | ----------------------------------- |
|       | Scène de genre | Danseuses à la barre                            | 1900 vers | huile sur toile                               | 130 × 98 cm  | The Phillips Collection, Washington | Musée consulté le 24 septembre 2022 |
|       | Scène de genre | Danseuses en rose                               | 1900 vers | pastel sur papier                             | 84 × 58 cm   | Musée des Beaux-Arts (Boston)       | Musée consulté le 11 octobre 2022   |
|       | Scène de genre | Danseuses en vert et jaune                      | 1903 vers | Pastel sur papier marouflé sur carton         | 100 × 71 cm  | Guggenheim Museum, New York         | Musée consulté le 11 octobre 2022   |
|       | Scène de genre | Trois danseuses (Jupes bleues, corsages rouges) | 1903 vers | Pastel sur papier marouflé sur carton         | 94 × 81 cm   | Fondation Beyeler, Bâle             | Musée consulté le 11 octobre 2022   |
|       | Scène de genre | Deux danseuses                                  | 1905 vers | pastel                                        | 56 × 48 cm   | Albertina (musée), Vienne           | Musée consulté le 11 Octobre 2022   |
|       | Nu             | Après le bain, femme nue s'essuyant la nuque    | 1905      | Pastel                                        | 62,2 × 65 cm | musée d'Orsay, Paris                | Musée consulté le 11 Juillet 2022   |
|       | Scène de genre | Scène de ballet                                 | 1907 vers | pastel sur papier calque transparent verdâtre | 77 × 111 cm  | National Gallery of Art, Washington | Musée consulté le 26 septembre 2022 |

## Dates non documentées
| Image | Genre          | Titre                                      | Date | Technique                                         | Dimensions | Lieu de Conservation                  | Référence                                  |
| ----- | -------------- | ------------------------------------------ | ---- | ------------------------------------------------- | ---------- | ------------------------------------- | ------------------------------------------ |
|       | Scène de genre | Danseuses mauves                           |      | huile sur toile                                   |            | Musée Faure                           | Musée                                      |
|       | Scène de genre | Danseuse                                   |      | pastel sur carton                                 | 53 × 39 cm | Musée cantonal d'art de Lugano        | Musée consulté le 26 septembre 2022        |
|       | Portrait       | Portrait d'homme                           |      | huile sur toile                                   | 55 × 45 cm | Musée des Beaux-Arts de Boston        | Musée consulté le 11 Juillet 2022          |
|       | Scène de genre | Lavandière                                 |      | huile sur panneau                                 | 23 × 28 cm | Musée d'Art de Dallas                 | Musée consulté le 4 Août 2022              |
|       | Scène de genre | Danseuse rattachant son soulier            |      | estampe Reproduction de pastel                    | 31 × 24 cm | Institut National d'Histoire de l'Art | Bibliothèque consulté le 26 septembre 2022 |
|       | Scène de genre | Danseuse de ballet                         |      | Huile sur toile marouflée sur panneau d'aluminium | 41 × 33 cm | Fogg Art Museum, Cambridge            | Musée consulté le 27 septembre 2022        |
|       | Portrait       | Dame en noir                               |      | Huile sur toile                                   | 75 × 63 cm | Nationalmuseum, Stockholm             | Musée consulté le 4 février 2023           |
|       | Portrait       | Portrait du critique d'art Durand-Gréville |      | Huile sur toile                                   | 50 × 37 cm | Nationalmuseum, Stockholm             | Musée consulté le 6 février 2023           |
|       | Scène de genre | Deux Danseuses                             |      | Pastel sur papier marouflé sur carton             | 63 × 53 cm | Nationalmuseum, Stockholm             | Musée consulté le 6 février 2023           |
|       | Scène de genre | Danseuse en vert                           |      | Pastel sur papier                                 | 71 × 38 cm | Shelburne Museum                      | Musée consulté le 8 février 2023           |